# Leanne Wood
Leanne Wood (ur. 13 grudnia 1971 w Llwynypia) – walijska polityczka pełniąca funkcję przywódczyni partii politycznej Plaid Cymru od marca 2012 do września 2018 roku.
Leanne Wood w 2003 roku została wybrana do ówczesnego Zgromadzenia Narodowego Walii, reprezentując Południową Walię Środkową do 2016 roku, kiedy to została wybrana z okręgu Rhondda. Straciła mandat na rzecz walijskiej Partii Pracy w wyborach w Senedd w 2021 roku. Ideologicznie Wood identyfikuje się jako socjalistka, republikanka i zwolenniczka niepodległości Walii. Była pierwszą liderką Plaid Cymru.

## Wczesne życie
Wood urodziła się w szpitalu Llwynypia 13 grudnia 1971 roku jako córka Jeffa i Avril (z domu James) Woodów. Kształciła się w Tonypandy Comprehensive School (obecnie Tonypandy Community College) i na Uniwersytecie Glamorgan (obecnie University of South Wales).

## Kariera
Od 1997 do 2000 roku Wood pracowała w Służbie Kuratorskiej Mid Glamorgan jako kurator. Od 1998 do 2000 roku była współprzewodniczącą Krajowego Stowarzyszenia Kuratorów Sądowych. Od 2001 do 2002 Wood pracowała jako pracownica wspierająca w Cwm Cynon Women’s Aid, której jest przewodniczącą od 2001 roku. Wykładała politykę społeczną na Uniwersytecie Cardiff od 2000 do jej wyboru do Narodowego Zgromadzenia Walii w 2003 roku.

## Kariera polityczna
Wood przypisuje swoje przebudzenie polityczne lekturze feministycznego klasyka Marge Piercy z 1976 roku „Kobieta na krawędzi czasu” oraz strajku górników w Wielkiej Brytanii w latach 1984–1985. Do jej bohaterów politycznych należy Lewis Lewis, jeden z przywódców powstania w Merthyr w 1831 roku.
Po dołączeniu do Plaid Cymru w 1991 w 1995 roku Wood została wybrana radną okręgu Penygraig w Radzie Miejskiej hrabstwa Rhondda Cynon Taf. W 1999 roku nie ubiegała się ponownie o to miejsce. Bezskutecznie startowała w wyborach do parlamentu Wielkiej Brytanii w 1997 i 2001 roku jako kandydatka z okręgu Rhondda. Po odejściu ze służby kuratorskiej w 2000, do 2001 roku była badaczem politycznym posłanki do Parlamentu Europejskiego Jill Evans.

### Senedd
W wyborach, które odbyły się 1 maja 2003 roku, Wood została wybrana na członkinię Zgromadzenia Narodowego Walii, reprezentując region Centralny Południowej Walii w okręgu Plaid. W latach 2003–2007 była ministrą sprawiedliwości społecznej.
W grudniu 2004 roku republikanka Wood była pierwszą członkinią Zgromadzenia, której nakazano opuszczenie sali po tym, jak podczas debaty nazwała królową „panią Windsor”. Lord Elis-Thomas, kolega z Plaid Cymru AM i urzędnik przewodniczący, poprosili Wood o wycofanie tej uwagi ze względu na nieuprzejmość. Kiedy Wood odmówiła, nakazano jej opuścić izbę. Powiedziała później: „Nie rozpoznaję królowej… Nie sądzę, że zostałam potraktowana sprawiedliwie, nie sądzę, że było to konieczne. Nazwałam ją tak, bo tak ma na nazwisko”.
W 2007 roku Wood została rzecznikiem Plaid Cymru ds. zrównoważonego rozwoju od czasu utworzenia rządu One Wales – koalicji Partii Pracy i Plaid Cymru i pozostała na tym stanowisku do końca kadencji Zgromadzenia w 2011 roku. Pełniąc to stanowisko, Wood prowadziła kampanię na rzecz kwestii ekologicznych, wzywając do udostępnienia większej ilości gruntów pod uprawę żywności.
8 stycznia 2007 roku Wood została aresztowana za protest przeciwko brytyjskiemu programowi rakiet nuklearnych Trident w bazie morskiej Faslane w Szkocji.
Podczas referendum w 2011 roku w sprawie rozszerzenia uprawnień ustawodawczych Zgromadzenia Narodowego Walii Wood była przedstawicielem Plaid Cymru w ogólnopartyjnej grupie sterującej „Tak dla Walii”, która z sukcesem prowadziła kampanię na rzecz głosowania na „tak”. Jest przewodniczącą Grupy Międzypartyjnej PCS w Zgromadzeniu Walii. Jej profil w Plaid Cymru obejmuje jej zaangażowanie w pracę „na rzecz Walii, aby stała się samorządną, zdecentralistyczną republiką socjalistyczną”.
Zostając przywódczynią Plaid w 2012 roku, Wood odmówiła przyznania liderowi partii przysługującego jej dodatku. Po reelekcji w 2016 roku i zostaniu liderem opozycji zrobiła to ponownie.
Wood straciła mandat w Rhonddzie na rzecz Buffy Williams z Partii Pracy w wyborach w Senedd w 2021 roku. Opisała wynik jako „rozczarowujący”, ale upierała się, że Plaid przeprowadziła „czystą i uczciwą kampanię”.

### Kontrola
W latach 2009–2011 Wood kierowała ujawnianiem nadużyć w Wales Audit Office, będącego pod kontrolą Jeremy’ego Colmana, audytora generalnego Walii. Dzięki ustawie o wolności informacji odkryła pakiet odpraw w wysokości 750 000 funtów, osobiście autoryzowany przez Colmana, dla byłego dyrektora operacyjnego Anthony’ego Snowa. Dalsza analiza ujawniła więcej wydatków, które sam ponosił, w tym koszty szkolenia Colmana i Snowa oraz koszt wynajęcia Mercedesa z szoferem dla Snowa w wysokości 464 funtów w celu wzięcia udziału w spotkaniu poświęconym oszczędzaniu publicznych pieniędzy. Colman złożył rezygnację ze stanowiska w lutym 2010 roku w następstwie wewnętrznego dochodzenia, a następnie przyznał się do posiadania pornografii dziecięcej.
Dane uzyskane przez Wood na mocy ustawy o wolności informacji ujawniły poziom wynagrodzeń prorektorów uniwersytetów w Walii. W 2009 roku walijskie uniwersytety wypłacały ponad 270 osobom pensję przekraczającą 100 000 funtów rocznie. Stwierdzono, że wszyscy prorektorzy walijskich uniwersytetów otrzymali wynagrodzenie wyższe niż 134 723 funtów pensji Carwyna Jonesa, pierwszego ministra Walii (197 000 funtów przysługiwało premierowi Wielkiej Brytanii Davidowi Cameronowi).
Informacje uzyskane przez Wood wykazały, że w latach 2002–2003 ponad 1000 pracowników w Walii otrzymywało wynagrodzenie poniżej płacy minimalnej. Departament Biznesu, Innowacji i Umiejętności zwrócił się następnie do HM Revenue and Customs o „wniesienie oskarżenia w przypadku wyraźnych dowodów na to, że pracodawca dopuścił się przestępstwa” w 2010 roku. Do czerwca 2011 roku nie wszczęto żadnego postępowania karnego.

### Kontrowersje
Po wyborach w 2003 roku Wood napisała notatkę, w której zachęcała innych członków Plaid AM, aby uczestniczyli wyłącznie w wydarzeniach, które „będą wspierać cele” Plaid Cymru. W tej samej notatce zachęcono regionalnych AM Plaid do umieszczenia swoich biur w okręgach wyborczych w docelowych mandatach w Plaid i powiedziano im, że mają szansę ograniczyć tradycyjną pracę w okręgach wyborczych i wykorzystać zaoszczędzone środki pieniężne na promocję partii.
Po otruciu Siergieja i Julii Skripalów w marcu 2018 roku rząd brytyjski oskarżył Rosję o usiłowanie zabójstwa. Wood powiedziała: „Nie ufam torysom w niczym, więc obawiam się, że nie mogę uwierzyć premierowi na słowo”. Oświadczenie Wood zostało skrytykowane przez walijskiego przywódcę konserwatystów Andrew RT Daviesa jako „niezwykle dziecinne”.
Po tym, jak w październiku 2020 roku Komisja ds. Równości i Praw Człowieka przedstawiła zarzuty brytyjskiej Partii Pracy dotyczące antysemityzmu, stwierdzając, że partia pod pewnymi względami złamała prawo dotyczące równości, Wood z aprobatą przesłała dalej dwa tweety na ten temat autorstwa żydowskiego dziennikarza Glenna Greenwalda. Jeden z nich stwierdził: „Nigdy w życiu nie widziałem bardziej rażącego, odrażającego i cynicznego wykorzystywania antysemityzmu niż jego obrzydliwe wykorzystanie do oczerniania Corbyna z powodu braku alternatyw, jak go pokonać”. W odpowiedzi na krytykę Wood usunęła później tweety, a rzecznik Plaid potwierdził poparcie partii dla raportu.

### Rozwój kariery politycznej
Wood stworzyła dwa główne dokumenty polityczne. W 2008 roku opublikowała książkę Making Our Communities Safer. Opierając się na jej czteroletnim doświadczeniu jako rzeczniczki i członkini komisji ds. sprawiedliwości społecznej i regeneracji w Plaid Cymru, a także na jej wcześniejszej pracy na stanowisku kuratora sądowego, opowiedziała się za decentralizacją systemu sądownictwa karnego w Walii.
W 2011 roku opublikowano Zielony druk dla dolin, w którym Wood opowiedziała się za programem tworzenia miejsc pracy mającym na celu rewitalizację dolin dawnych obszarów węglowych. Zawiera on m.in. inicjatywy: Kolegium Umiejętności w Budownictwie Ekologicznym; wdrożenie zintegrowanego planu transportowego dla dolin; utworzenie banku ziemi pod produkcję energii odnawialnej i żywności; oraz program renowacji obiektów dziedzictwa kulturowego. Sugeruje także zapewnienie wsparcia finansowego na rzecz działań w zakresie efektywności energetycznej w domach i tworzenia zielonych spółdzielni.

### Liderka Plaid Cymru (2012–2018)
15 marca 2012 roku Wood została wybrana na liderkę Plaid Cymru, pokonując Elin Jones i Dafydd Elis Thomas. Wygrywając wybory, została pierwszą kobietą na czele partii i pierwszą przywódczynią partii, która nie mówi biegle po walijsku, chociaż uczy się tego języka. Jej program przywództwa obejmował wezwanie do „prawdziwej niepodległości – rzeczywistej pracy na rzecz położenia kresu wojnie, nierówności i dyskryminacji”, kładąc nacisk na kwestie gospodarcze i środowiskowe obok reformy konstytucyjnej. Do zwolenników kampanii przywództwa Wood należeli: były poseł do parlamentu Plaid Cymru Adam Price, były prezydent Plaid Cymru Dafydd Iwan oraz była przewodnicząca Cymdeithas yr Iaith Menna Machreth.
W czerwcu 2012 roku, omawiając referendum w sprawie niepodległości Szkocji w 2014 roku, Wood odniosła się do koncepcji „brytyjskości”. Wyjaśniła, że poczucie bycia Brytyjczykiem nie jest zależne od państwa brytyjskiego. Wood stwierdziła, że jest pewna, że Walia w ciągu jednego pokolenia stanie się niezależnym, suwerennym państwem i będzie istnieć w ramach „sąsiedztwa narodów” po rozpadzie Wielkiej Brytanii.
Wood była jedną z siedmiu przywódców partii, którzy wzięli udział w telewizyjnej debacie przed wyborami powszechnymi w 2015 roku. ICM Research, ComRes i YouGov umieściły ją na ostatnim miejscu debaty. Podczas drugiej debaty, która odbyła się 16 kwietnia, Wood wezwała lidera labourzystów Eda Milibanda do utrzymania budżetu awaryjnego w przypadku wygrania wyborów przez partię, aby odwrócić cięcia wydatków, które jej zdaniem były szczególnie szkodliwe w Walii. 30 kwietnia wzięła udział w Ask Leanne Wood, 30-minutowej debacie w BBC One Wales, w której odpowiadała na pytania publiczności na żywo i zasugerowała, że Plaid Cymru poprze rząd laburzystów.
W lutym 2016 roku Wood była jednym z głównych brytyjskich przywódców politycznych, który wziął udział w wiecu przeciwko Tridentowi w Londynie. W artykule, którego współautorem była Wood poprzedzającym wydarzenie wraz z dwoma innymi głównymi uczestnikami wiecu, posłanką Partii Zielonych Caroline Lucas oraz liderką Szkockiej Partii Narodowej i posłanką Nicolą Sturgeon, napisali, że będą maszerować na rzecz „Wielkiej Brytanii wolnej od broni nuklearnej”. W marszu wziął także udział ówczesny przywódca Partii Pracy Jeremy Corbyn. Powiedziała, że pieniądze można byłoby znacznie lepiej wydać na nowe i ulepszone obiekty użyteczności publicznej, takie jak szpitale i szkoły. Podczas wiecu Wood powiedziała:
„To nigdy nie jest akceptowalne i nigdy nie jest usprawiedliwione, aby wystrzelić na ludność broń masowego rażenia. Broń nuklearna wyląduje na śmietniku historii wraz z zimną wojną”
Po tym, jak większość walijskiego i brytyjskiego elektoratu zagłosowała za opuszczeniem Unii Europejskiej w 2016 roku, Wood zaproponowała, aby Walia uzyskała niepodległość i ponownie dołączyła do Unii Europejskiej, stwierdzając: „W moim przekonaniu ta niezależna Walia w zupełnie innym kontekście niż w zeszłym tygodniu referendum, chciałaby być częścią Unii Europejskiej”.
We wrześniu 2017 roku konserwatywny komentator Iain Dale umieścił Wood na 99. miejscu swojej listy „100 najbardziej wpływowych osób lewicy”.
W lipcu 2018 roku Adam Price i Rhun ap Iorwerth ogłosili, że rzucą wyzwanie przywództwu partii Wood. Po wyborach na przywódcę we wrześniu 2018 roku Wood przegrała wybory z Pricem, zajmując trzecie miejsce.

## Życie osobiste
Wood i jej wieloletni partner Ian Brown mają córkę Cerys Wood. Jej były partner, David Ceri Evans, zmarł w wyniku samobójstwa w 2002 roku.
Wood nie jest osobą religijną i identyfikuje się jako humanistka. W 2020 roku została patronką Humanists UK i jej walijskiego oddziału Wales Humanists.